# 個人輸入代行業者
個人輸入代行業者（こじんゆにゅうだいこうぎょうしゃ）とは、個人輸入に係る手続きの代行を業として行う者で、注文、支払い、通関、配送などの手配をする業者を指す。雑貨輸入代行、ペット輸入代行、等
近年のインターネット普及に伴い、ネット上で注文を受け付ける業者も多い。業者ごとに得意分野があり、家具に強い業者や車に強い業者などが存在する。なお、輸入代行業とは通関代行（乙仲業者）のことをさし、個人輸入代行者とはまた別の業種である。